# Joe Hamman

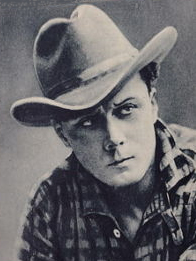
Joe Hamman um das Jahr 1910

Joe Hamman (oder Joë Hamman, bürgerlich Jean Paul Arthur Hamman; * 26. Oktober 1883 in Paris; † 30. Juni 1974 in Dieppe) war ein französischer Schauspieler, Regisseur und Zeichner.

## Leben
Der Sohn des belgischen Malers Edouard Jean Conrad Hamman kam früh mit Freunden seines Vaters in Kontakt, die als Schriftsteller oder Maler tätig waren. An der École nationale supérieure des beaux-arts de Paris in Paris und in London studierte er Zeichnung.
Bereits in seiner Jugend hatte Hamman als Vorführassistent für Filme der Brüder Lumière gearbeitet. Nach einem USA-Aufenthalt, bei dem er sich einige Zeit in Montana aufhielt und Buffalo Bill kennengelernt hatte, drehte er ermuntert vom aus der Camargue stammenden Schriftsteller Folco de Baroncelli-Javon ab 1906 bis 1914 in dessen Heimat zahlreiche kurze Western-Filme, meist unter der Regie seines Freundes Jean Durand. Nachdem er zwischenzeitlich (und auch später immer wieder) als Buchillustrator wirkte, kehrte er 1922 zum Kino zurück; zunächst mit einigen Serials; später als Charakterdarsteller. Bereits 1921 hatte Hamman als Produktionsgesellschaft Les films Joë Hamman, nach dem Zweiten Weltkrieg „Films Hamman“ gegründet.
Seine 1962 veröffentlichte Autobiografie trägt den Titel Du Far-West à Montmartre.

## Filmografie (Auswahl)
- 1931: Les monts en flammes
- 1931: Grock
- 1955: Napoleon (Napoléon)